# Hatem Ben Arfa
Hatem Ben Arfa (n. 7 martie 1987, Clamart, Île-de-France, Franța) este un fotbalist francez și tunisian liber de contract, care joacă pe post de mijlocaș lateral. Pe plan internațional, are prezențe la națională pentru Franța U16⁠(d), Franța U17⁠(d), Franța U18⁠(d), Franța U19⁠(d), Franța U21⁠(d) și Franța.
A absolvit faimoasa academie Clairefontaine și a debutat în fotbalul mare la Olympique Lyonnais cu care a câștigat patru titluri de campioană înainte de a pleca la rivala din Ligue 1, Olympique de Marseille. La începutul carierei, a jucat ca atacant central, dar a fost mutat pe postul de mijlocaș de bandă în sezonul 2007-2008. 